# ۱۰۹۲ (میلادی)
۱۰۹۲ (میلادی) هزار و نود و دومین سال تقویم میلادی است.

## درگذشتگان
- ۱۹ نوامبر - ملکشاه یکم[۱]، دومین پادشاه امپراتوری سلجوقی.